# Insubordination Fest
Insubordination Fest was een jaarlijks terugkerend muziekfestival in de Verenigde Staten in Baltimore, Maryland. Het driedaagse festival, dat zich voornamelijk richtte op punkrock en poppunk, werd gehouden in de zomer, meestal eind juni. Aanvankelijk was het een eenmalig evenement in 2006 ter viering van het 10-jarige bestaan van het platenlabel Insubordination Records, waar bands die onder contract bij het label stonden speelden. Uiteindelijk ontwikkelde het zich tot een jaarlijks evenement. De laatste editie was in 2013.

## Compilatie- en livealbums
In 2007 werden via Insubordination Records verschillende livealbums uitgegeven van artiesten die speelden op Insubordination Fest, waar het ook werd opgenomen. Ook werd dit jaar voor het eerst een compilatiealbum uitgegeven met nummers die zijn opgenomen tijdens het festival dat jaar. Dit werd herhaald in 2008. In 2009 werden er wel livealbums uitgegeven, maar geen compilatiealbum.
| Band                        | Titel                        | Formaat |
| --------------------------- | ---------------------------- | ------- |
| Dead Mechanical             | Insubordination Fest 2007    | cd      |
| The Leftovers               | Insubordination Fest 2007    | cd      |
| Varsity Wierdos             | Insubordination Fest 2007    | cd      |
| The Steinways               | Insubordination Fest 2007    | cd      |
| The Ergs!                   | Insubordination Fest 2007    | cd      |
| The Guts                    | Insubordination Fest 2007    | cd      |
| (diverse artiesten)         | Insubordination Fest 2007    | cd, dvd |
| Wimpy Rutherford & The Guts | Insubordination Fest 2007    | cd, dvd |
| Beatnik Termites            | Insubordination Fest '08     | cd      |
| The 20 Belows               | Insubordination Fest '08     | cd      |
| The Dopamines               | Insubordination Fest '08     | cd      |
| The Proteens                | Insubordination Fest '08     | cd      |
| Off with Their Heads        | Insubordination Fest '08     | cd      |
| Sludgeworth                 | Insubordination Fest '08     | cd, dvd |
| (diverse artiesten)         | Insubordination Fest '08     | cd, dvd |
| The Apers                   | Live Insubordination Fest 09 | cd      |
| Kepi Ghoulie                | Live Insubordination Fest 09 | cd, dvd |
| Pansy Division              | Live Insubordination Fest 09 | dvd     |
| Boris the Sprinkler         | Live Insubordination Fest 09 | dvd     |

## Line-ups naar jaar

### 2006
| 2006                           | 2006             |
| ------------------------------ | ---------------- |
| The Apers                      | Pea Shooter      |
| A Study in Her                 | The Proteens     |
| The AV Club                    | The Prozacs      |
| Beatnik Termites               | Stabones         |
| Big In Japan                   | The Steinways    |
| Charlie Brown Gets a Valentine | Sick Sick Birds  |
| The Copyrights                 | Slaughterhouse 4 |
| Delay                          | The Tattle Tales |
| The Ergs!                      | Team Stray       |
| Geisha Lightning               | Tokyo Super Fans |
| Hot Cops                       | The Unlovables   |
| Johnie 3                       | Vents            |
| John Stamos Project            | Varsity Wierdos  |
| The Mopes                      | Zoinks!          |
| Peabodys                       |                  |

### 2007
De tweede editie vond plaats van 5 tot en met 7 juli 2007 in The Sidebar (donderdag) en The Ottobar (vrijdag en zaterdag).
Groovie Ghoulies zouden dit jaar spelen, maar de set werd uiteindelijk vervangen door de band Head nadat Groovie Ghoulies dat jaar uit elkaar was gegaan. Leden van de band gingen echter wel het podium op tijdens de set van The Mr. T Experience. De oorspronkelijk geplande band Guff werd ook vervangen, door Banner Pilot. Ook The God Damn Doo Wop Band stond op het programma voor deze editie, maar speelde uiteindelijk niet.
| 2007               | 2007                 |
| ------------------ | -------------------- |
| The Apers          | The Methadones       |
| The AV Club        | Modern Machines      |
| Backseat Virgins   | The Mr. T Experience |
| Banner Pilot       | Nancy                |
| Beatnik Termites   | The Paper Dragons    |
| Ben Weasel         | Parasites            |
| Big In Japan       | Peabodys             |
| Chinese Telephones | The Proteens         |
| The Copyrights     | The Prozacs          |
| Dead Mechanical    | Retarded             |
| Dear Landlord      | The Riptides         |
| Egghead            | Short Attention      |
| The Ergs!          | Sick Sick Birds      |
| For Science        | The Steinways        |
| The Guts           | The Tattle Tales     |
| Head               | Teenage Bottlerocket |
| The Hi-Life        | Team Stray           |
| Joe Jitzu          | The Unlovables       |
| Karmella's Game    | Varsity Wierdos      |
| The Leftovers      | Vena Cava            |
| Lemuria            |                      |

### 2008
De derde editie vond plaats op 26 tot en met 28 juni 2008 in The Ottobar (donderdag, pre-show), Recher Theatre (vrijdag) en Sonar (zaterdag)
| 2008               | 2008                 |
| ------------------ | -------------------- |
| The 20 Belows      | The Hextalls         |
| Agent Orange       | Karmella's Game      |
| Ann Beretta        | The Leftovers        |
| The AV Club        | Lemuria              |
| Backseat Virgins   | Moral Crux           |
| Be My Doppleganger | Nancy                |
| Beatnik Termites   | Off with Their Heads |
| Chinese Telephones | Project 27           |
| Cletus             | Parasites            |
| The Copyrights     | The Proteens         |
| The Crumbs         | The Queers           |
| The Drunken Cholos | The Riptides         |
| Dateless           | The Steinways        |
| Dead Mechanical    | Short Attention      |
| Dear Landlord      | Sloppy Seconds       |
| Ded Bugs           | Sludgeworth          |
| Deep Sleep         | Sweet Baby           |
| Doc Hopper         | The Tattle Tales     |
| The Ergs!          | Teenage Rehab        |
| Fear of Lipstick   | Sick Sick Birds      |
| Festipals          | Team Stray           |
| For Science        | Weston               |
| Full of Fancy      | Zatopeks             |
| The Guts           |                      |

### 2009
De vierde editie vond plaats op 25 tot en met 27 juni 2009 in The Ottobar (donderdag, pre-show) en Sonar (vrijdag en zaterdag).
| 2009                           | 2009                              |
| ------------------------------ | --------------------------------- |
| The 20 Belows                  | Le Volume Était Au Maximum        |
| The Adorkables                 | The Leftovers                     |
| The Apers                      | Lemuria                           |
| The AV Club                    | The Loblaws                       |
| Backseat Virgins               | The Marshmallows                  |
| Banner Pilot                   | The Max Levine Ensemble           |
| Be My Doppleganger             | The Methadones                    |
| Beatnik Termites               | One Short Fall                    |
| Boris the Sprinkler            | Pansy Division                    |
| The Challenged                 | Parasites                         |
| Charlie Brown Gets a Valentine | The Proteens                      |
| The Copyrights                 | The Prozacs                       |
| The Cretins                    | Psyched to Die                    |
| Dead Mechanical                | Rational Anthem                   |
| The Dead Milkmen               | The Repellents                    |
| Dear Landlord                  | The Resistors                     |
| Deep Sleep                     | The Secretions                    |
| Dillinger Four                 | The Serlingtons                   |
| The Dopamines                  | Short Attention                   |
| Egghead                        | The Shuttlecocks                  |
| The Festipals                  | Sick Sick Birds                   |
| The Firecrackers               | The Sidekicks                     |
| Full of Fancy                  | Spodie                            |
| The Gateway District           | Squirtgun                         |
| The Guts                       | The Steinways                     |
| The Hextalls                   | Sucidie                           |
| House Boat                     | Teenage Bottlerocket              |
| The Jetty Boys                 | Teen Idols                        |
| John Walsh                     | Toys That Kill                    |
| Karmella's Game                | Underground Railroad to Candyland |
| Kepi Ghoulie                   | The Unlovables                    |
| The Kung Fu Monkeys            |                                   |

### 2010
De vijfde editie vond plaats op 24 tot en met 26 juni 2010 in The Ottobar (donderdag, pre-show) en Sonar (vrijdag en zaterdag).
Barrakuda McMurder, het project van Grath Madden, was aangekondigd maar in plaats van deze band speelde The Steinways, de band van frontman Madden, een reünieconcert. The Sidekicks zouden dit jaar voor de tweede keer op het festival spelen, maar werden uiteindelijk vervangen door Like Bats. Ook het geplande concert van de band The Kung Fu Monkeys ging dit jaar niet door.
| 2010                           | 2010                 |
| ------------------------------ | -------------------- |
| American Steel                 | The Menzingers       |
| Automatics                     | The Methadones       |
| Be My Doppleganger             | Nancy                |
| Beatnik Termites               | Night Birds          |
| Black Wine                     | Noise by Numbers     |
| Charlie Brown Gets a Valentine | Off with Their Heads |
| Chinese Telephones             | Pillowfights         |
| Dead Mechanical                | Protagonist          |
| Dear Landlord                  | The Proteens         |
| Dirt Bike Annie                | The Prozacs          |
| The Dopamines                  | The Quarantines      |
| The Firecrackers               | The Queers           |
| Flamingo Nosebleed             | Sandworms            |
| House Boat                     | The Scissors         |
| The Huntingtons                | Shutout              |
| Impulse International          | The Side Project     |
| Jetty Boys                     | The Slow Death       |
| Kepi Ghouli and Friends        | Smokejumper          |
| Kobanes                        | Smoking Popes        |
| The Leftovers                  | The Steinways        |
| Less Than Jake                 | Teenage Bottlerocket |
| Like Bats                      | Tenement             |
| MC Chris                       | Varsity Weirdos      |
| Max Levine Ensemble            | Zatopeks             |

### 2011
De zesde editie vond plaats op 11 tot en met 13 augustus 2011 in The Ottobar.
| 2011                       | 2011                |
| -------------------------- | ------------------- |
| Army Coach                 | Karmella's Game     |
| Be My Doppleganger         | Kepi Ghoulie        |
| Chixdiggit                 | Kurt Baker          |
| The Connie Dungs           | The Marshmallows    |
| The Copyrights             | Max Levine Ensemble |
| Danny Vapid and the Cheats | Mikey Erg           |
| Dead Mechanical            | Mixtapes            |
| Dear Landlord              | The Murderburgers   |
| Direct Hit!                | The Potatomen       |
| The Dopamines              | The Quarantines     |
| Fatal Flaw                 | Shutouts            |
| The Firecrackers           | Slow Death          |
| House Boat                 | Sun Puddles         |
| Iron Chic                  | Vacation            |
| The Jetty Boys             | Young Hasselhoffs   |

### 2012
De zevende editie vond plaats op 21 tot en met 23 juni 2012 in The Ottobar.
De band Weston stond oorspronkelijk op het programma, maar kon uiteindelijk niet komen.
| 2012                                        | 2012                 |
| ------------------------------------------- | -------------------- |
| Be My Doppleganger                          | Isotopes             |
| Beatnik Termites                            | Lipstick Homicide    |
| Billy Raygun                                | Mean Jeans           |
| Bobby Joe Ebola and the Children MacNuggits | Mikey Erg            |
| Braceface                                   | Mixtapes             |
| Candy Hearts                                | Night Birds          |
| City Mouse                                  | Parasites            |
| The Copyrights                              | Plow United          |
| Dan Vapid and the Cheats                    | Promdates            |
| Dead Mechanical                             | Rational Anthem      |
| Dear Landlord                               | Slow Death           |
| The Dewtons                                 | Smokejumper          |
| The Dopamines                               | Teenage Bottlerocket |
| Dr. Frank and Friends                       | Trashkanistan        |
| Fatal Flaw                                  | The Unlovables       |
| The Firecrackers                            | Weekend Dads         |

### 2013
De achtste en laatste editie van het festival vond plaats op 27 tot en met 29 juni 2013 in The Ottobar. Kepi Ghoulie en The Copyrights traden dit jaar ook samen op onder de naam "Kepi-rights".
| 2013                     | 2013                         |
| ------------------------ | ---------------------------- |
| Beatnik Termites         | Kepi-rights                  |
| The Borderlines          | Lipstick Homicide            |
| Candy Hearts             | The Marshmallows             |
| The Capitalist Kids      | The Meeps                    |
| City Mouse               | Mikey Erg                    |
| The Copyrights           | The Mopes                    |
| Dan Vapid and the Cheats | Night Birds                  |
| Dead Mechanical          | Paper Dragons                |
| The Dewtons              | Plow United                  |
| Direct Hit!              | The Quarantines              |
| Dog Party                | Rational Anthem              |
| Ex-Friends               | Schroeder and the Brillo Pad |
| Fatal Flaw               | Screaming Females            |
| The Firecrackers         | Sick Sick Birds              |
| Flamingo Nosebleed       | Slow Death                   |
| The Hellstroms           | The Steinways                |
| House Boat               | Team Stray                   |
| Isotopes                 | Tight Bros                   |
| Jetty Boys               | Tonight We Strike            |
| Kepi Ghoulie             | Trashkanistan                |